# Hackpfüffel

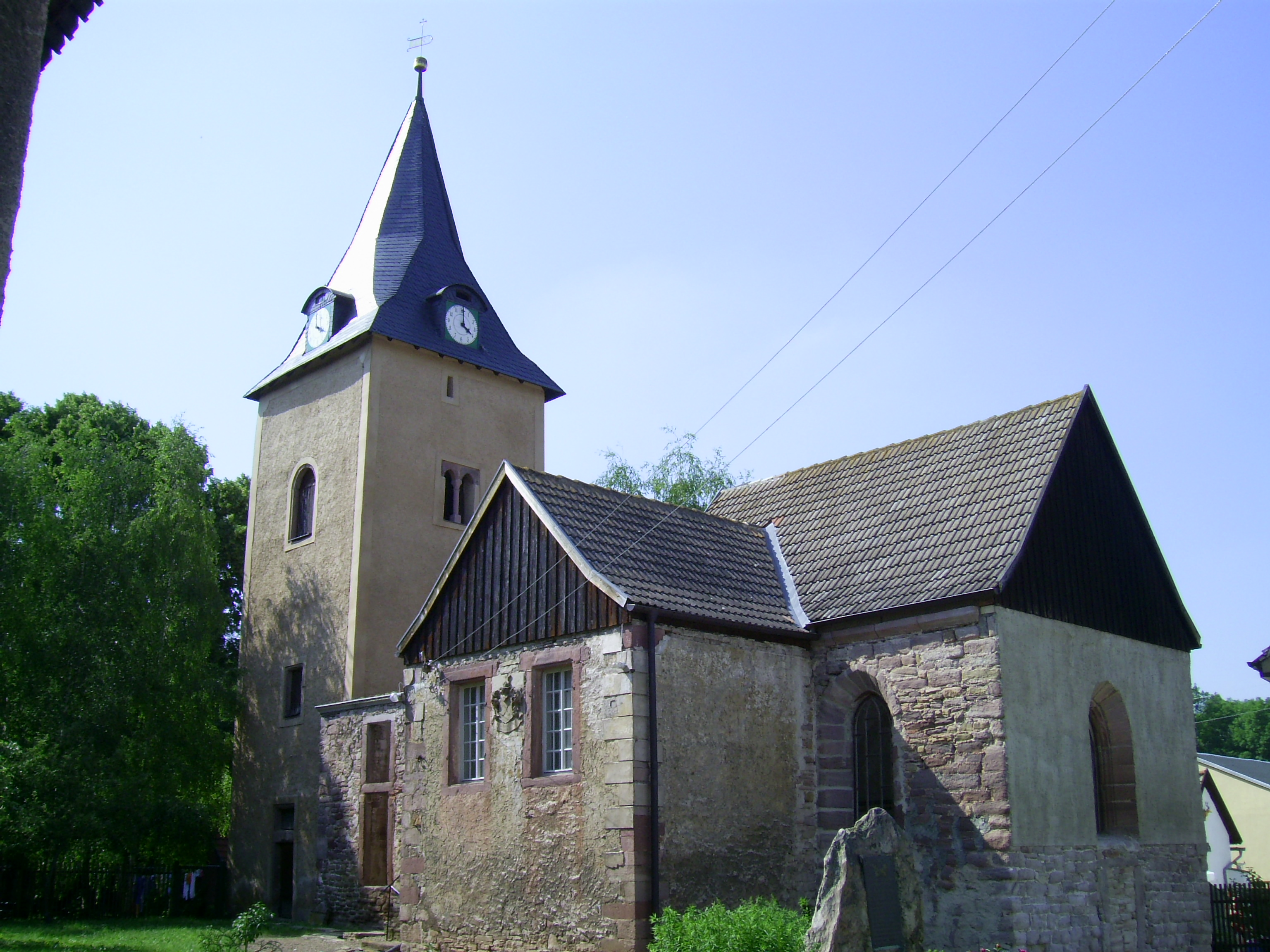
Kirche von Hackpfüffel

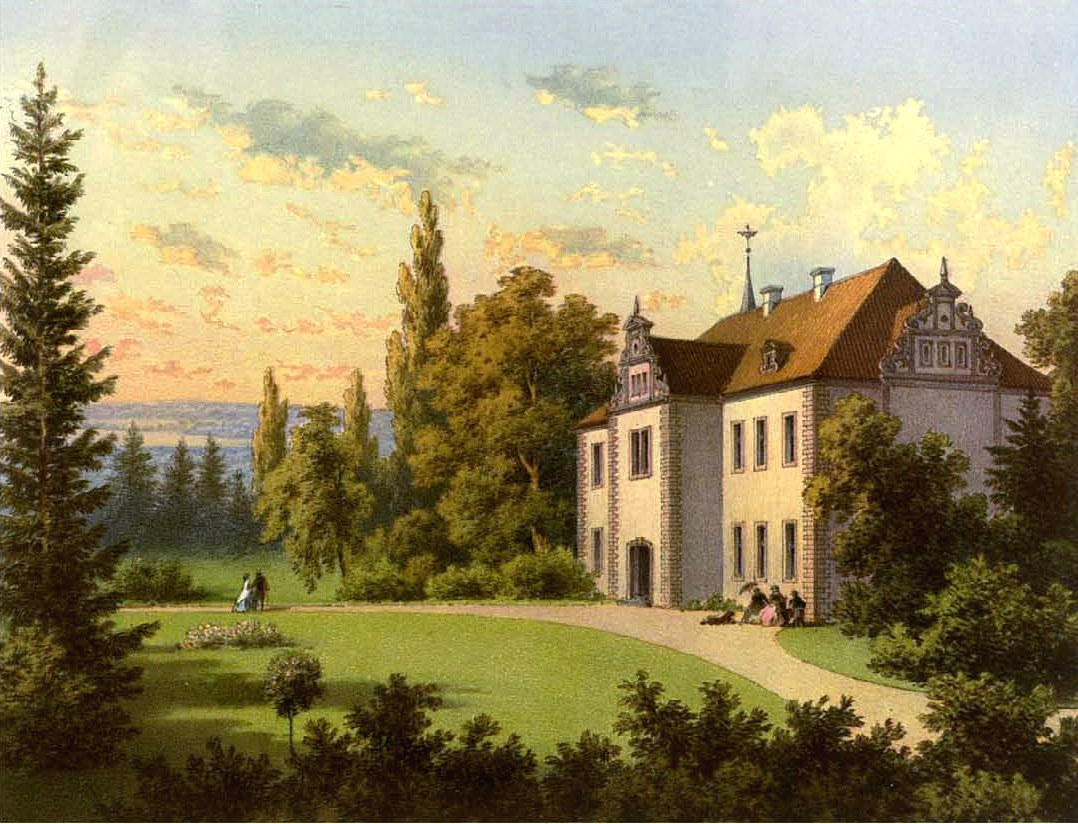
Schloss Hackpfüffel um 1860, Sammlung Alexander Duncker

Hackpfüffel ist seit dem 1. Januar 2009 ein Ortsteil der Gemeinde Brücken-Hackpfüffel im Landkreis Mansfeld-Südharz im thüringisch geprägten Teil Sachsen-Anhalts.

## Geografische Lage
Hackpfüffel liegt im sogenannten Rieth im unteren Helmetal, nordöstlich des Kyffhäusers, am südlichen Rand der Goldenen Aue. Durch den Ort führt die Verbindungsstraße von Kelbra über Tilleda und weiter über Riethnordhausen nach Artern. Zwischen 1916 und 1966 hatte Hackpfüffel einen direkten Anschluss ans Eisenbahnnetz über die Kyffhäuser Kleinbahn. Die umliegenden Gemeinden sind: Im Norden Brücken (Helme), im Nordosten Martinsrieth, im Osten Riethnordhausen, im Südosten Borxleben, im Süden Ichstedt, im Westen Tilleda.
Am Nordrand der Ortslage vorbei fließt der Pfüffeler Bach, welcher im Oberen Einzugsgebiet (oberhalb von Tilleda) Wolweda heißt, weiter unten (nordöstlich der Ortslage) dann in die Kleine Helme fließt.

## Geschichte

### Anfänge bis 1900
Im Jahre 899 wird der Ort erstmals als Bablide (deutsch: Ort auf Sumpf; Siedlung am Feld auf Sumpfboden; Ort auf bebendem Sumpfboden) erwähnt. Durch ihn verlief die alte Kaiserstraße, die Hessen und Niedersachsen über Nordhausen mit den mitteldeutschen Pfalzen im Raum Merseburg verband. Hierdurch war das Dorf frühzeitig in das überregionale Handels- und Verkehrsnetz eingebunden. Im Jahre 1131 ist die Bezeichnung Pefelde belegt. Anfang des 13. Jahrhunderts befindet sich der Ort im Besitz des Reichsritters Thomas von Wallhausen. Noch 1231 wird Hackpfüffel als Reichsgut Peflede genannt. Weitere Schreibweisen sind Pefeld (1273) und Pefelde (1279). 1314 wird Hackpfüffel vom Amt Brücken abgetrennt. Am 23. April 1314 verpfändete Fürst Otto II. von Anhalt für 70 Mark Nordhäuser Silber das Dorf Pfeffele mit allen Rechten, doch ohne das Kirchenlehen an Heinrich von Gehofen und dessen Vettern Heinrich und Hermann Ha(c)ke. Seitdem waren dort Vertreter der Familie Hacke ansässig und in den Ortsnamen wurde die Bezeichnung der Besitzerfamilie zusätzlich aufgenommen. So erschien 1436 die Schreibweise Hackinpfeffelde.
1321 erfolgte die Ersterwähnung der Siedlung Bernsdorf bei Hackpfüffel (d. h. „Dorf des Bero“ – „Bär“), welche bereits um 1412 als wüst bezeichnet wird. 1348 ist das Kirchenpatronat (Namenspatron war die Heilige Anna) an das Kloster St. Georg zu Kelbra geschenkt worden. Dieses Patronatsrecht ist aber später wieder an die Gutsbesitzer zurückgekommen. Während des Sächsischen Bruderkriegs (1446–1451) wurde der Ort stark zerstört. Erst 1470 wird erneut in Schriften auf ein Gerichtsdorf namens Hackinpheffilde verwiesen.
1506 gehörte Hackpfüffel zum Archidiakonat Jechaburg im Sedes Frankenhausen. Im April/Mai 1525 wurde Hackpfüffel von den Auswirkungen des Bauernkrieges betroffen. So zog der Mühlhäuser und Thüringer Haufen durch das Eichsfeld und berührte dabei auch Hackpfüffel. Um 1580 wird auf der Flurscheide zwischen Riethnordhausen und Hackpfüffel eine Landwehr erwähnt. Um 1680 erscheint erstmals das Gemeindesiegel, welches zwei Linden zeigt.
1740 begannen ansässige Bauern erstmals mit dem Kartoffelanbau in der Goldenen Aue, und zwar zunächst nur in den Gärten. Von 1756 bis 1763 wütete der Siebenjährige Krieg in Hackpfüffel. Am 5. August 1760 erwähnte Rittmeister Covatsch in seinem Schadensbericht über Hackpfüffel: „In Hackpfüffel entwendeten die von Covatsch dem Schulzen Geld, Mobilien im Werte von 99 Thlr. 18 Gr.; den gefangenen Rittergutsbesitzern, Gebrüdern von Hacke, sandte man am 10. August 8 Thlr., damit sie frei würden.“ Am 21. März 1790 wird das Gut Hackpfüffel in ein freies Allodial-Erbzinsgut umgewandelt. Vom 24. bis 29. Dezember 1813 befand sich während der Befreiungskriege ein russisches Lager bei Hackpfüffel. Bis 1815 gehörte Hackpfüffel zum Königreich Sachsen und gelangte dann an den Regierungsbezirk Merseburg der preußischen Provinz Sachsen.
Im Jahre 1827 wurde ein Schulhaus erbaut Am 4. August 1837 wurden sämtliche Gemeinde-Obstnutzungen meistbietend verkauft, darunter auch die in und um Hackpfüffel. 1857 herrschte in Hackpfüffel eine große Mäuse- und Ungezieferplage. 1864 waren Einwohner aus dem Dorf beim Dänischen Krieg dabei. 1885 wurde ein neues Gemeinde-Siegel genannt, welches drei Bäume, und zwar einen größeren begleitet von zwei kleineren zeigt. Es trägt die Umschrift: Gemeinde Siegel zu Hackpfüffel. Am 27. Juli 1890 bildete sich durch einen Erdfall das „Hackpfüffeler Loch“, ein See von etwa einem Hektar Fläche und über 10 m Tiefe. Am 1. Dezember 1890 werden in Hackpfüffel 364 Einwohner erwähnt, davon in der Gemeinde 328 und im Gutsbezirk 36. 1893 erfolgte die Gründung des Feuerwehrlöschzugs.

### Ab 1900
Am 24. November 1908 starb der Gutsbesitzer und Königlich preußische Oberstleutnant Graf Artur von Kalckreuth (geb. 1819). Der Gutsbesitz umfasste zu diesem Zeitpunkt 270 Hektar. Park und Schloss wurden von dem Grafen erbaut. Am 6. August 1913 erfolgte die Gründung der Kyffhäuser-Kleinbahn-AG (KyK) mit Sitz in Kelbra, für die Hackpüffel insgesamt 10.000 Mark bereitstellte. Am 10. März 1914 begann der Bahnbau in Hackpfüffel. 1914 zogen 69 Einwohner von Hackpfüffel in den Ersten Weltkrieg. Am 21. Dezember 1916 wurde der Personenverkehr zwischen Hackpfüffel und Artern an der Kyffhäuser Kleinbahn aufgenommen.
1919 wurde im Ort ein gemischter Gesangsverein mit 45 Mitgliedern gegründet. Anfang 1923 wurde das Denkmal für die Gefallenen des Ersten Weltkrieges geweiht. 1926 wurde im Ort ein Männergesangsverein erwähnt. Am 10. August 1929 wurde die Kraftpostlinie Sangerhausen-Hackpfüffel eröffnet. 1931 ging das Rittergut in das Eigentum des Gutsbesitzers Lüttich aus Esperstedt über. 1934 wurden alle Feuerwehren des Kreises Sangerhausen wurden in Freiwilligen Feuerwehren (FF) umgewandelt. Im Zweiten Weltkrieg blieb Hackpfüffel verschont. Beim Ort stürzte jedoch am 1. September 1944 ein amerikanischer Bomber ab. Hackpfüffel wurde im April 1945 von US-Truppen besetzt, die im Juli durch Rote Armee abgelöst wurden. Am 1. November 1945 verkehrte der erste Zug der Kyffhäuserkleinbahn nach dem Krieg von Artern nach Berga/Kelbra.
1949 gehört der Ort gehörte zum MAS-Bereich Sangerhausen. 1950 wurde Paul Weißbrodt Bürgermeister der Gemeinde. 1952 wurden neue einheitliche Siegel eingeführt: Hammer und Ährenkranz mit Umschrift Deutsche Demokratische Republik, Rat der Gemeinde Hackpfüffel.
Am 5. Juni 1966 verkehrte der letzte Zug der Kyffhäuserkleinbahn von Artern nach Tilleda. Im September 1968 wird Fritz Kratz Bürgermeister. Am 1. September 1970 wurde die Schule in Hackpfüffel aufgelöst. 1976 wurde in Hackpfüffel erstmals eine DRK-Ortsgruppe sowie ein Kino in der Gaststätte erwähnt. Am 6. Oktober 1977 wurde mit Wirkung vom 1. Oktober 1977 der Gemeindeverband „Helmetal-Wallhausen“ gegründet, in dem Hackpfüffel Mitglied wird. 1984 wurde Dietmar Wolligandt Bürgermeister. Von 1952 bis 1990 gehörte Hackpfüffel zum DDR-Bezirk Halle. Bei den ersten freien Kommunalwahlen am 6. Mai 1990 wurde Wenzel Wudi Bürgermeister. 1991 wurde das Gemeinde-Siegel von 1885 wieder eingeführt. Am 1. November 1991 wurde Jürgen Hermann Bürgermeister. Am 30. März 1993 wurde die Verwaltungsgemeinschaft (VWG) „Helme“ gegründet, in der Hackpfüffel Mitglied wird. Am 12. Juni 1994 wurde Jürgen Hermann als ehrenamtlicher Bürgermeister gewählt.
1997 wurde im Rahmen des Dorferneuerungsprogramm das Gut Nr. 1 umfassend saniert und Straßen und Plätze im Dorf neugestaltet. 1998 wurde dies fortgesetzt und unter anderem der Park neugestaltet.
Am 1. Januar 2009 schloss sich die bis dahin selbstständige Gemeinde Hackpfüffel mit Brücken (Helme) zur neuen Gemeinde Brücken-Hackpfüffel zusammen.

### Einwohnerentwicklung

Einwohnerentwicklung (grafisch)

- 1817: 298 Einwohner
- 1858: 378 Einwohner
- 1890: 364 Einwohner
- 1905: 346 Einwohner
- 1933: 368 Einwohner
- 1937: 336 Einwohner
- 1965: 424 Einwohner
- 1969: 394 Einwohner
- 1992: 310 Einwohner
- 1993: 309 Einwohner
- 1994: 295 Einwohner
- 1997: 277 Einwohner
- 2006: 259 Einwohner
- 2007: 260 Einwohner

## Politik

### Wappen
Das Wappen wurde am 9. November 1998 durch das Regierungspräsidium Halle genehmigt.

## Sehenswürdigkeiten
- Kirche Sankt Annen
- Gutsschloss Hackpfüffel[6][7]

## Persönlichkeiten
- Friedrich August Christian Schmidt (1777–1844), Advokat und Stifter
- Barbara von Kalckreuth (1905–1997), Bildhauerin
- Bernhard Lüttich (1909–1973), NSDAP-Kreisleiter von Sangerhausen